# Luo Kan
Luo Kan (čínsky pchin-jinem Luó Gàn, znaky tradiční 羅幹); * 18. července 1935) je bývalý čínský komunistický politik, původně inženýr ve výzkumném ústavu strojírenství přešel roku 1980 do provinční vlády v Che-nanu a roku 1983 do centrálních úřadů v Pekingu, kde postupně zastával funkce místopředsedy Všečínské federace odborů (1983–1988), ministra práce (1988), generálního sekretáře státní rady (1988–1998) a státního poradce (1993–2003), tajemníka sekretariátu (1997–2002) a člena politbyra (1997–2007) ústředního výboru Komunistické strany Číny, tajemníka politické a právní komise ÚV KS Číny (1998–2007) a člena stálého výboru politbyra (2002–2007).

## Život
Luo Kan se narodil 18. července 1935 v Ťi-nanu, metropoli provincie Šan-tung. V roce 1953 začal studium na Pekingském institutu oceli a železa. O rok později byl vybrán ke studiu na Univerzitě Karla Marxe v Lipsku ve východním Německu, kde se učil německy a současně absolvoval stáž v lipských ocelárnách a hutích. Poté pokračoval ve studiu na Technické univerzitě ve Freibergu. Ještě během pobytu v Německu vstoupil v roce 1960 do Komunistické strany Číny.
Po návratu do Číny roku 1962 Luo pracoval ve vědecko-výzkumném institutu strojírenství při Prvním ministerstvu strojírenství. Během kulturní revoluce, v letech 1969–1970 se učil a pracoval v jedné ze škol kádrů 7. května. Roku 1970 se vrátil k odborné práci jako ředitel přípravného oddělení akademie strojírenství v Luo-che (v provincii Che-nan) a později zástupce ředitele strojírenského výzkumného ústavu v chenanské metropoli Čeng-čou.
V roce 1980 se Luo Kan přešel do chenanské provinční vlády jako místopředseda výboru pro vědu a techniku a předseda výboru pro obchod, o rok později převzal funkci zástupce guvernéra Che-nanu. Na XII. sjezdu v září 1982 byl zvolen kandidátem ústředního výboru. Roku 1983 byl přeložen do Pekingu na místo místopředsedy Všečínské federace odborů, odpovídal za každodenní řízení federace. Na XIII. sjezdu v říjnu/listopadu 1987 byl zvolen členem ústředního výboru (znovuzvolen 1992, 1997 a 2002, do 2007).
Ve vládě jmenované v dubnu 1988 se stal ministrem práce. V prosinci 1988 převzal povinnosti generálního sekretáře státní rady, kvůli nemoci svého předchůdce Čchen Ťün-šenga. V březnu 1993 byl jmenován státním poradcem, což je pozice s rovnocennou hodností, ale o něco menší odpovědností ve srovnání s místopředsedou vlády, a tuto funkci zastával až do roku 2003, současně se stal zástupcem tajemníka politické a právní komise ÚV KS Číny. Na XV. sjezdu KS Číny v září 1997 byl zvolen členem členem politbyra (znovuzvolen 2002, do 2007) a tajemníkem sekretariátu (1997–2002). V březnu 1998 v souvislosti se skončením funkčního období odešel z úřadu generálního sekretáře státní rady, v nové vládě však i nadále zůstal státním poradcem (do března 2003), odpovídal za problematiku práva a bezpečnosti. Současně byl vybrán za tajemníka politické a právní komise ÚV KS Číny (do října 2007). Jako člen politbyra a tajemník politické a právní komise a státní poradce měl celkový dohled v oblasti práva, nad přijímáním nových zákonů a jejich uplatňováním, i nad otázkami vnitřní bezpečnosti po stranické i státní linii; pouze pod obecným dohledem Wej Ťien-singa, který měl na starosti otázky práva a vnitřní bezpečnosti ve stálém výboru politbyra.
Na XVI. sjezdu KS Číny v listopadu 2002 byl potvrzen ve svých stranických úřadech a funkcích a navíc se stal i členem stálého výboru politbyra, devítičlenného nejužšího vedení strany.
Do vlády Luo Kana tehdejšímu premiérovi Li Pchengovi doporučil ministr a člen politbyra Li Tchie-jing. Luo Kan byl následně řazen mezi politiky vyzdvižené k vysokým funkcím Li Pchengem (premiér 1988–1998, poté předseda parlamentu do 2003), tedy za představitele konzervativního křídla vedení strany. Po svém zvolení do politbyra navázal i dobré pracovní vztahy s Ťiang Ce-minem. Jeho politika zahrnovala nekompromisní uplatňování zákona proti organizovanému i neorganizovanému zločinu, ale i politickému disentu, jako členům hnutí Fa-lun-kung a islamistům v Sin-ťiangu. Během jeho působení se zpřísnily tresty za narušení zákona, razantně vrostl počet poprav. Pozornost věnoval i dohledu nad právními orgány, ve snaze vymýtit svévoli a korupci i v nich, současně zvýšil jejich financování.
Na XVII. sjezdu KS Číny v říjnu 2007 se vzdal stranických funkcí a odešel do penze.